# Транспорт Алтайского края
Алтайский край располагает всеми видами транспорта: автомобильным, авиационным, железнодорожным и водным.

## Автомобильный транспорт

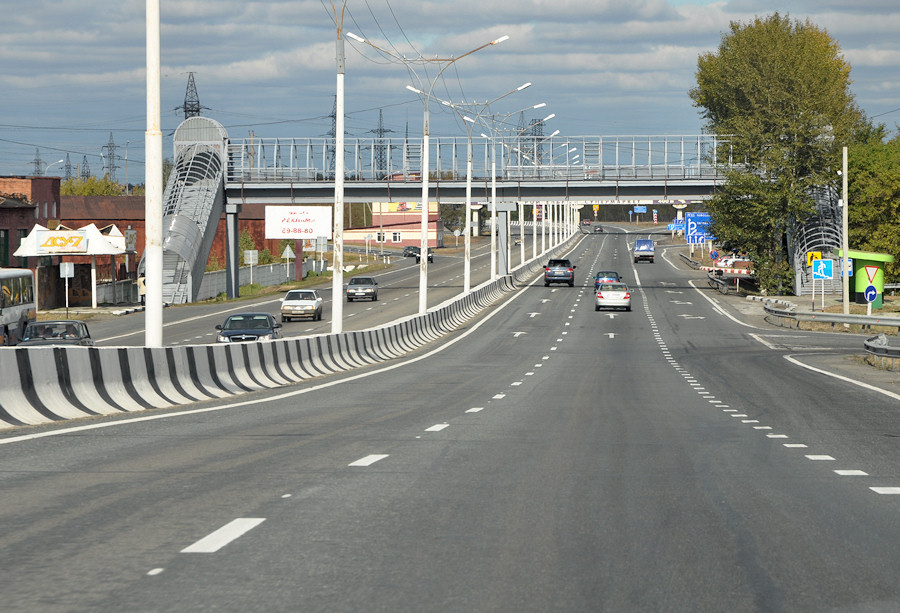
Федеральная трасса М52 «Чуйский тракт»

Протяжённость автомобильных дорог общего пользования в крае составляет 16691 км (в том числе федеральных - 627 км). По этому показателю Алтайский край занимает третье место по России и первое в Сибирском федеральном округе. Из общей протяжённости автомобильных дорог:
- 181,4 км - имеют цементобетонное покрытие;
- 7907,5 км - асфальтобетонное;
- 6500,8 - щебёночное;
- 2102,7 км - грунтовые дороги.

Все районные центры связаны с Барнаулом автомобильными дорогами с твёрдым покрытием. На дорогах края расположено 836 мостовых сооружения длиной 31239 м и 7084 штук водопропускных труб длиной более 112 км.
Основу транспортной инфраструктуры края составляют федеральные автодороги М52 «Чуйский тракт» с подъездом к Барнаулу и А349 Барнаул — Рубцовск — граница Казахстана. Также по территории края проходят федеральная трасса Новосибирск — Бийск — граница с Монголией, автодороги регионального значения Р366 (Бийск — Новокузнецк), Р367 (Мартыново — Залесово), Р368 (Бийск — Белокуриха), Р369 (Бийск — Алтайское — Черга), Р370 (Поспелиха — Курья — Змеиногорск — Третьяково), Р371 (Алейск — Родино — Кулунда — государственная граница с Республикой Казахстан), Р372 (Родино — Благовещенка), Р374 (Белоярск — Заринск), Р375 (Бийск — Артыбаш), Р380 (Новосибирск — Камень-на-Оби — Барнаул), автодорога «Алтай — Кузбасс», построенная в начале 2000-х годов.
В соответствии с программой развития автомобильных дорог Алтайского края, до 2025 года планируется увеличение пропускной способности транспорта за счёт увеличения доли дорог I и II технических категорий при реконструкции, строительстве обходов городов Барнаула, Бийска, Рубцовска; обеспечение транспортной доступности к особой экономической зоне туристско-рекреационного типа «Бирюзовая Катунь» и игорной зоне «Сибирская Монета».
За последние пять лет в крае построено, реконструировано и отремонтировано более 1500 км автодорог, более 6300 м мостов и путепроводов, в том числе шероховатая поверхностная обработка произведена более чем на 5000 км автодорог.
В крае осуществляется внедрение системы государственно-частного партнерства при строительстве автомобильных дорог. На этой основе начато строительство автодороги «Змеиногорск - Рубцовск - Михайловка - Славгород - Карасук».
Дорожниками Алтайского края проводится работа по строительству и реконструкции объектов, имеющих стратегическое значение и обеспечивающих выход на сопредельные государства и субъекты Российской Федерации.
При планировании расходования средств в первую очередь решаются вопросы повышения безопасности дорожного движения и снижения аварийности на дорогах. Ежегодно на эти цели расходуется более 300 млн. рублей.

## Авиационный транспорт

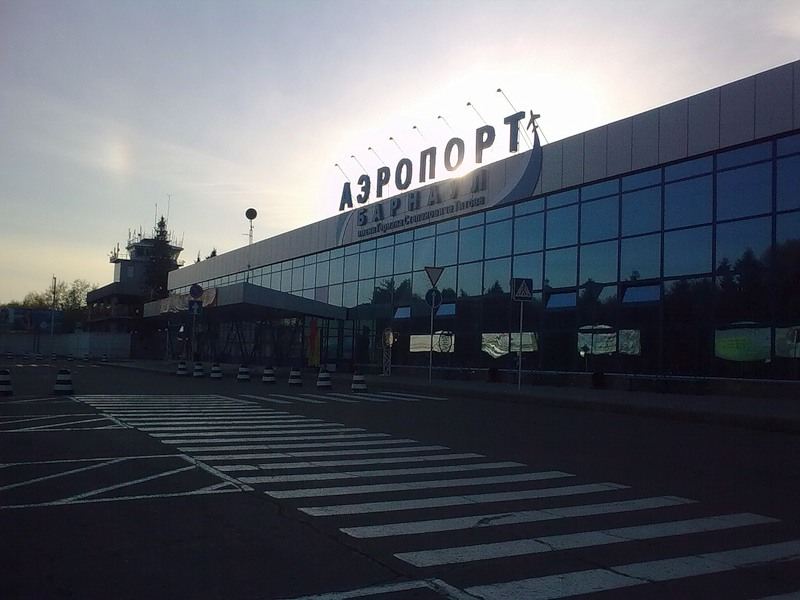
Аэропорт Барнаула

В настоящее время Алтайский край располагает единственным действующим аэропортом — международным аэропортом Барнаул им. Германа Титова, осуществляющий воздушную связь с 30 городами других регионов страны и зарубежьем. Прочие аэродромы, включая Бийск, пассажирские самолёты не принимают. С 2019 года в районе города-курорта Белокуриха открыта посадочная площадка для самолётов авиации общего назначения и местных воздушных линий.
Аэропорты Барнаула и Бийска нуждаются в реконструкции, деньги на которую власти Алтайского края рассчитывают получить из федерального бюджета. Однако на период до 2015 года финансирование этих проектов не предусмотрено. Предполагается, что возвращение в строй аэропорта Бийск окажет заметное влияние на развитие туристической зоны «Бирюзовая Катунь».

## Железнодорожный транспорт
Железные дороги Алтайского края входят в Западно-Сибирскую железную дорогу. Алтайская железная дорога построена в 1915 году.
Общая протяжённость железных дорог Алтая — 1803 км, и 866км — железнодорожные пути промышленных предприятий. В дореволюционный период действовали линии Барнаул — Рубцовск — Семипалатинск протяжённостью около 650 км. До 1945 года были построены магистрали Славгород — Кулунда — Павлодар и Локоть — Усть-Каменогорск, в послевоенные годы — участки южно-сибирского (Кулунда — Барнаул — Артышта) и среднесибирского (Барнаул — Камень-на-Оби — Карасук) направлений.
Самая протяжённая линия края — Новосибирск — Барнаул — Рубцовск —Семипалатинск, по которой осуществляются транзитные перевозки грузов из восточных районов страны в Среднюю Азию. По Южно-Сибирской магистрали идут транзитные потоки грузов в западные районы. Самые крупные железнодорожные станции: Алтайская, Барнаул, Рубцовск, Локоть, Алейская, Кулунда, Бийск.
До 2020 года РЖД планирует запустить скоростную железнодорожную магистраль между Барнаулом и Новосибирском.

## Речной транспорт

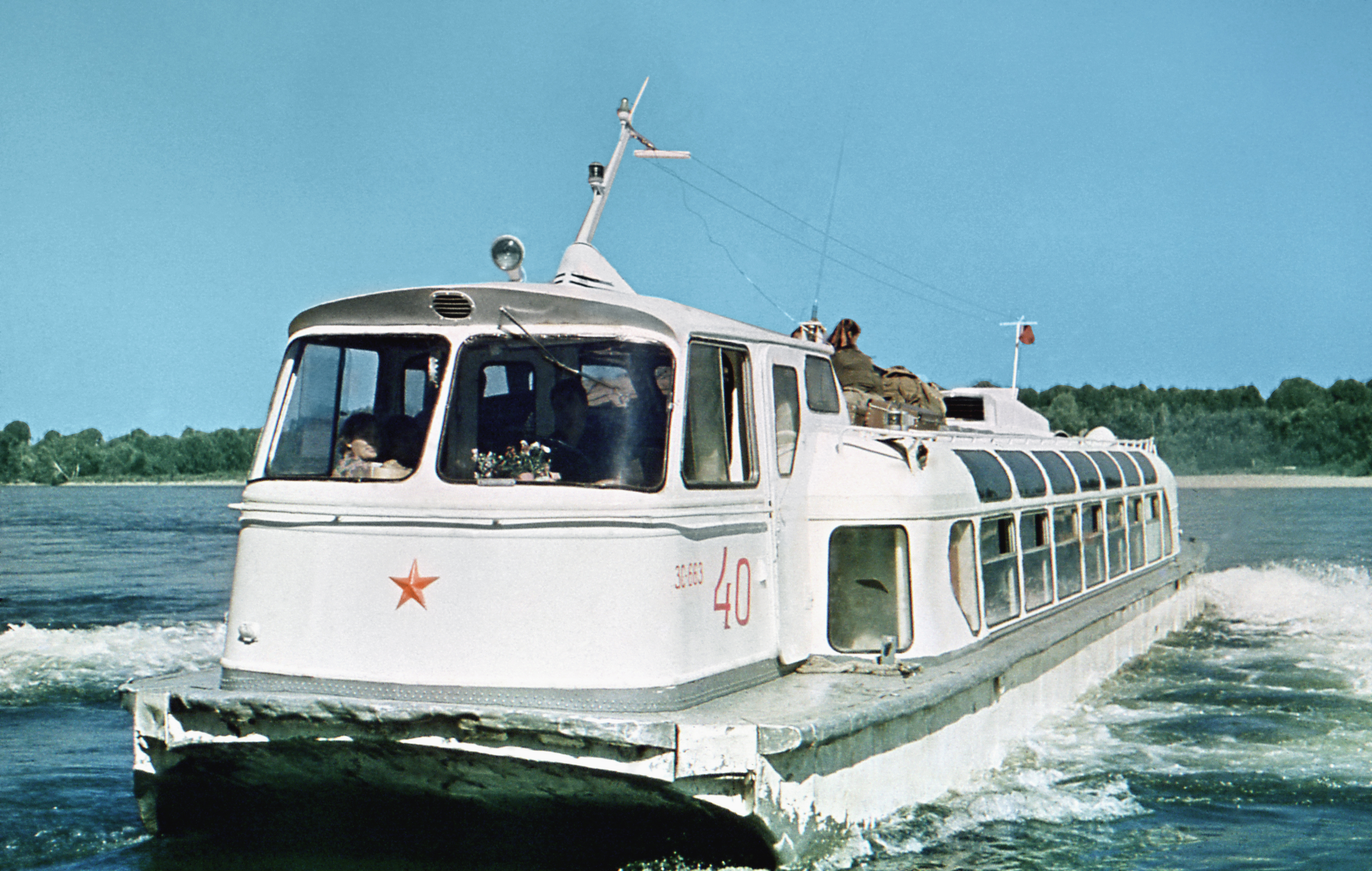
Теплоход «Заря» на реке Бия. 1970-е годы

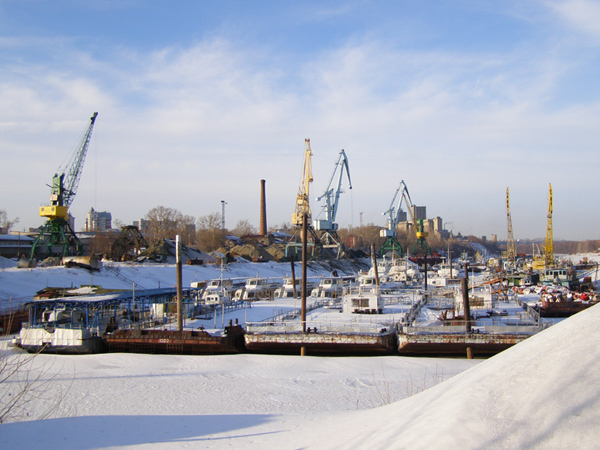
Речные суда на зимовке в Барнаульском порту

Общая длина судоходных линий — около 650 км. В зоне водно-транспортного обслуживания находится шестая часть территории края с населением примерно 1 млн человек. Судоходство развито по рекам Оби, Бии, Катуни, Чумышу, Чарышу. Основная категория грузов — зерно, строительные материалы, лес, уголь. На реках действуют специализированные пристани и речные вокзалы.

## Городской общественный транспорт
Пассажирский транспорт общего пользования обслуживает 78 % всех населённых пунктов. Трамваи и троллейбусы действуют в Барнауле (см. Барнаульский трамвай, Барнаульский троллейбус), Бийске (см. Бийский трамвай), Рубцовске (см. Рубцовский троллейбус). На рынке автоперевозок работают 12,5 тысяч (2006) предприятий, которые обеспечивают 886 маршрутов: из них 220 — городские, 272 — пригородные и 309 — междугородние. Кроме того, в крае действуют 8 автовокзалов и 47 пассажирских автостанций.
К 2013 году весь пассажирский транспорт Алтайского края должны оснастить системой ГЛОНАСС. В Барнауле на пассажирском транспорте уже внедрён автоматизированный диспетчерский контроль, а к концу 2012 года приборами должен быть оснащён весь парк транспортных средств.